# Green Cargo
Green Cargo AB er et svensk statsejet aktieselskab, som står for godstransport med tog i ind- og udland (i udlandet i samarbejde med lokale virksomheder). Green Cargo AB blev dannet den 1. januar 2001, hvor Statens Järnvägar blev omdannet til aktieselskab og opdelt i seks mindre selskaber. Tidligere havde virksomheden navnet SJ Gods. Green Cargo har en markedsandel på 75-90 procent af godstransport på jernbane i Sverige.

## Galleri
- Green Cargo Lokomotiv på Kolding Station
- Tre lokomotiver fra Green Cargo